# Brettner Hof
Das Naturschutzgebiet Brettner Hof liegt im Gebiet der Stadt Monschau, nördlich von Kalterherberg am Vennbahnradweg.

## Schutzzweck
Das Ziel ist hier die Erhaltung und Optimierung von Quellbereichen im Einzugsgebiet der Rur, Erhaltung und Optimierung des Lebensraumes für nach der Roten Liste gefährdete Pflanzenarten (z. B. Narzissen) und schützenswerte Tierarten (wie Dachs), Erhaltung landschaftsbildprägender Strukturen wie Einzelbäume und Baumreihen und der Erhalt von Laubholzbeständen.